# Por mi orgullo
Por mi orgullo es un álbum recopilatorio de Juan Gabriel. Fue publicado el 28 de septiembre de 1998.

## Lista de canciones[1]
| N.º | Título                          | Duración |  |
| 1.  | «Por Mi Orgullo *»              | 2:18     |  |
| 2.  | «Solo Se Que Fue En Marzo ****» | 4:05     |  |
| 3.  | «Lo Que Quiero *»               | 2:50     |  |
| 4.  | «Nada Más Decidete»             | 2:05     |  |
| 5.  | «Cuando Quieras...Déjame *»     | 2:59     |  |
| 6.  | «Yo Me Voy»                     | 3:03     |  |
| 7.  | «Viente Años *»                 | 2:38     |  |
| 8.  | «Con Un Poco De Amor *»         | 2:38     |  |
| 9.  | «Todo»                          | 2:25     |  |
| 10. | «Otra Vez Me Enamore ***»       | 2:49     |  |
| 11. | «Te lo Pido Por Favor ****»     | 3:38     |  |
| 12. | «Estoy Enamorado de Ti **»      | 3:15     |  |
| 13. | «Dónde Andará? **»              | 1:45     |  |
| 14. | «Yo No Se Que Me Paso ****»     | 5:10     |  |
| 15. | «Dios Te Bendiga Mi Amor *»     | 3:41     |  |

- *: con el Mariachi América de Jesús Rodríguez de Hijar
- **: con el Mariachi Vargas De Tecalitlán
- ***: con el Mariachi México 70 de Pepe López
- ****: con el Mariachi Arriba Juárez